# Király Zsiga-díj
A Király Zsiga-díjat a Népművészeti Egyesületek Szövetsége 1994-ben hozta létre azzal a céllal, hogy a népművészet, népi iparművészet népszerűsítését, magas fokú művelését díjazza. A díjakat minden évben a Mesterségek Ünnepe keretein belül adja át a Népművészeti Egyesületek Szövetségének elnöke. A díj elismeri a népi tárgykultúra népszerűsítése, megismertetése, szervezése terén végzett közösségi munkát és fejet hajt  a közösségi lét, a táncházmozgalom népi kézműves hatásának létjogosultsága előtt.

## A névadó
Király Zsiga (19. század első fele) Zala, Vas és Sopron megyében tevékenykedő juhász, a dunántúli pásztorművészet egyik kiemelkedő mestere. 1839-ből és 1845-ből datálva három spanyolozott mángorló és két tükrös ismeretes tőle. A többszínű spanyolozás technikáját olyan pontossá, hajlékonnyá, aprólékossá tette, amit sem előtte, sem utána nem ért el más. Némely alak korábbi szórványos spanyolozott ábrázolása után voltaképp Király Zsigánál jelennek meg először figurális jelenetek. Kompozíciói: a pandúrt térdre kényszerítő büszke betyár, a tölgyfa mellett sétáló juhász, mángorlóin a mulatójelenetek méltán tartoznak a magyar népművészet legtöbbet közölt alkotásai közé. A faragó pásztorokra gyakorolt hatását mutatja, hogy jeleneteit, de még számjegyeit és keretmintáit is epigonok még ötven évvel később is utánozták.

## Díjazottak[5]
1994
- Csókos Varga Györgyi, festőművész
- Nagy Mária és Vidák István, nemezkészítő, kosárfonó, Duna-Tisza Közi Népművészeti Egyesület
- Pál Miklósné, népművelő, Békés Megyei Népművészeti Egyesület
- Péterfy László
- Szepesvári Lászlóné

1995
- Beszprémy Józsefné, hímző
- Borbély Jolán, etnográfus
- Jellinek Márta
- Mátray Magdolna, csipkekészítő
- Szabó Lászlóné

1996
- Bánszky Pál
- Bereczky Kálmán és Bereczky Kálmánné
- Galánfi András, faműves
- Skrabut Éva, szervező népművelő, Zala Megyei Népművészeti Egyesület
- Vajda László, kovács, Szabolcs-Szatmár Megye Népművészeti Egyesület

1997
- Chabracsek Andrásné, hímző, Békés Megyei Népművészeti Egyesület
- Hegedűs József, faműves, Jász- Nagykun- Szolnok Megyei Népművészeti Egyesület
- Nagyné Nyikus Anna, hímző, szövő, Komárom-Esztergom Megyei Népművészeti Egyesület
- Schneider Imréné, hímző
- Puskásné Oláh Júlia, hímző, Aranykapu Népművészeti Egyesület

1998
- Bakay Erzsébet, hímző
- Illés Károlyné, hímző, Békés Megyei Népművészeti Egyesület
- Lovas Kata, viseletkészítő, Kaptár Egyesület
- Németh Pálné Parrag Julianna, hímző
- Ónodi Szabó Sándorné

1999
- Baross Éva, népművelő, Kisalföldi Népművészek Egyesülete
- Fehér Anna, gyöngyfűző
- Fügedi Márta, etnográfus, muzeológus
- Králik János
- Szabó Sámuel

2000
- Gál János, faműves, Fügedi Márta Népművészeti Egyesület
- Kékedi László, faműves, Hegyaljai Mesterek Népművészeti Egyesület
- Szabó Imréné, hímző, Bajai Kézműves Egyesület
- Szathmáry Ibolya, Hajdú-Bihar megyei Népművészeti Egyesület
- Vojtkó Istvánné

2001
- Csiffáryné Schwalm Edit, néprajzkutató, Heves Megyei Népművészeti Egyesület
- Gráf Zsuzsanna, szövő, Szabolcs-Szatmár Megye Népművészeti Egyesület
- Ledzényi Pálné, hímző, Békés Megyei Népművészeti Egyesület
- Orisek Ferenc, faműves, Duna-Tisza Közi Népművészeti Egyesület
- Tóth László, faműves, népi játékkészítő, Jász-Nagykun-Szolnok Megyei Népművészeti Egyesület

2002
- Beszprémy Katalin, hímző, Békés Megyei Népművészeti Egyesület
- Bordácsné Kishonti Erika, hímestojás festő, hímző, mézeskalács készítő, nemezkészítő, szövő, gyöngyfűző és gyöngyszövő, gobelin szövő, szőnyegcsomózás, Zala Megyei Népművészeti Egyesület
- F. Tóth Mária, gyékényfonó, kosárfonó, Duna-Tisza Közi Népművészeti Egyesület
- Mónus Béla, fafaragó
- Varga Ferencné

2003
. Tordai János  fafaragó
2004
. D. Tóth Péter Pál, bőrműves
2005
- Hubert Erzsébet, etnográfus, Hajdú-Bihar Megyei Népművészeti Egyesület
- Kőszegi István és Kőszegi László, fafaragó, hangszerkészítő, Kaptár Egyesület
- Nagyné Váradi Anna, közművelődési szakember, Heves Megyei Népművészeti Egyesület
- Nagy Vincéné, csipkekészítő, Hímző, Komárom-Esztergom Megyei Népművészeti Egyesület
- Török János, kosárfonó, Palócföldi Népi Iparművészek Egyesülete

2006
- Erdei Gáborné, hímző, szövő, Dél-Magyarországi Alkotók Népművészeti Egyesülete
- Jakab Andrásné, csipkekészítő, Fehérvári Kézművesek Egyesülete
- Komjáthiné Horváth Ágnes, szőnyegszövő és takács, Tolna Megyei Népművészeti Egyesület
- Szondy Gábor
- Török Istvánné, szövő, Bihari Népművészeti Egyesület

2007
- Freund János
- Hutkai László, bőrműves, fafaragó, Hajdú-Bihar Megyei Népművészeti Egyesület
- Kovács József, faműves, Komárom-Esztergom Megyei Népművészeti Egyesület
- Molnárné Forray Marianna, népművelő, Fügedi Márta Népművészeti Egyesület
- Orot István, csipkekészítő, Zala Megyei Népművészeti Egyesület

2008
- Andrási Mihály, mézeskalács készítő, Jász-Nagykun-Szolnok Megyei Népművészeti Egyesület
- Dávidné Gyarmati Zsuzsanna, szövő, Békés Megyei Népművészeti Egyesület
- Fazekas Ferenc, fazekas, Hajdú-Bihar Megyei Népművészeti Egyesület
- Horváth Zoltán, fazekas, Bükkaljai Mesterek Népművészeti Egyesülete
- Nagy Béla, faműves, Zala Megyei Népművészeti Egyesület

2009
- Barcsay Andrea, fazekas, Nemezkészítő, Békés Megyei Népművészeti Egyesület
- Balogh Lajosné, csipkekészítő, Zala Megyei Népművészeti Egyesület
- L. Holló Éva, szövő, Veszprémi Kézműves Műhely
- Robotka László, csuhéfonó, szalmafonó, festő, Komárom-Esztergom Megyei Népművészeti Egyesület
- Takács Zsuzsanna, szövő

2010
- Csapó Angéla, szövő, Somogy Megyei Népművészeti Egyesület
- Decsi-Kiss Jánosné, népi ékszerkészítő, Tolna Megyei Népművészeti Egyesület
- Nagy József, fafaragó, Békés Megyei Népművészeti Egyesület
- Paranai Józsefné, hímző, Bükkaljai Mesterek Népművészeti Egyesülete
- Raj Rozália, hímző szakoktató, Vajdasági Magyar Folklórközpont

2011
- Forgácsné Molnár Anette, népi ékszerkészítő, szövő, Apáról Fiúra Népművészeti és Kézműves Egyesület
- Radics László, mézeskalács készítő, Hajdú-Bihar Megyei Népművészeti Egyesület
- Széll János, faműves, Békés Megyei Népművészeti Egyesület
- Oláh Márta
- Zeleiné Pap Bernadett, csipkekészítő, Hímző, Matyó Népművészeti Egyesület

2012
- Lakatos István, faműves, Békés Megyei Népművészeti Egyesület
- Fiser Józsefné, hímző, Palócföldi Népi Iparművészek Egyesülete
- Molnár Tiborné, hímző, Hajdú-Bihar Megyei Népművészeti Egyesület
- Csúcs Endre, fazekas, Tolna Megyei Népművészeti Egyesület
- Konrád Lajos, faműves, Zala Megyei Népművészeti Egyesület

2013
- Csupor István, fazekas, Dr. Kresz Mária Alapítvány
- Ízer Istvánné, hímző, Heves Megyei Népművészeti Egyesület
- Horváth Ágota, fazekas
- Fazekas Ottóné, szövő, Komárom-Esztergom Megyei Népművészeti Egyesület
- Félegyházi Józsefné, csipkekészítő, Magyar Csipkekészítők Egyesülete

2014
- Pataki Miklósné, hímző, Csillagvirág Népművészeti Egyesület
- Kádár Ferenc, vándorfotós, Békés megyei Népművészeti Egyesület
- Gera Klára, nemezjátékkészítő, Duna-Tisza közi Népművészeti Egyesület
- Tifán Irén, közművelődési szakember, Romániai Magyar Népművészeti Szövetség
- Zalaegerszegi Hímző Stúdió

2015
- Ament Éva, festett bútor készítő, népijáték készítő, Iharos Népművészeti Egyesület
- Debreczeni János, szövő, Békés Megyei Népművészeti Egyesület
- Kállai Irén, közművelődési szakember, Bihari Népművészeti Egyesület
- Péter Szidónia, gyöngyfűző, Magyar Gyöngy Egyesület
- Somfai Tiborné, hímző, népi játékkészítő, Heves Megyei Népművészeti Egyesület

2016
- Berecz Lászlóné, hímző, Matyó Népművészeti Egyesület
- Bereczky Csaba, faműves, Zala Megyei Népművészeti Egyesület
- Sárközi Béláné, szűrrátétkészítő
- Sárospatakiné Fazekas Judit, csipkekészítő, Dunakanyar Népművészeti Egyesület
- Tóthné Kiss Szilvia, csipkekészítő, Békés Megyei Népművészeti Egyesület

2017
- Berzeviczy-Fehér Jánosné, viseletkészítő, Heves Megyei Népművészeti Egyesület
- Dulai Sándorné, hímző, Népi Mesterségek Pest Megyei Egyesülete
- Kenyeres Sándorné, kultúraközvetítő, Jász-Nagykun-Szolnok Megyei Népművészeti Egyesület
- Pongrácz Zoltán, faműves, Fehérvári Kézművesek Egyesülete
- Stock Johanna, művelődésszervező, Népművészeti Egyesületek Szövetsége

2018
- Juhász András, fafaragó, Fügedi Márta Népművészeti Egyesület
- Nagy Gyöngyi, gyöngyfűző, Magyar Gyöngy Egyesület
- Pozvai Andrea, bőrműves, Zala Megyei Népművészeti Egyesület
- Tóth Béláné, csipkekészítő, Magyar Csipkekészítők Egyesülete
- Tüskés Tünde, szalmafonó, Pest-Budai Kézműves Egyesület

2019
- Dunainé Pszota Mária, szövő, Békés Megyei Népművészeti Egyesület
- Halászné Nagy Andrea, népi játékkészítő, Bihari Népművészeti Egyesület
- Hácskó Imréné, szövő, Zala Megyei Népművészeti Egyesület
- Tóth Árpád, fafaragó, Orfűi Kézműves Egyesület
- Virágos Lajosné Kozák Anikó, hímző, Hajdú-Bihar megyei Népművészeti Egyesület

2020
- Bérces Boldizsárné, csuhéfigura készítő, Régi Mesterségeket Felelevenítő Egyesület
- Dulics Margit, kosárfonó, Zala Megyei Népművészeti Egyesület
- Eperjesi Csaba, fafaragó, Bükkaljai Mesterek Népművészeti Egyesülete
- Kincses Ágnes, hímző, Kaptár Egyesület
- Kölcseyné Balázs Mária, közművelődési szakember, Békés Megyei Népművészeti Egyesület

2021
- Kiss István, fafaragó, Heves Megyei Népművészeti Egyesület
- Landgráf Katalin, textilművész, Fehérvári Kézművesek Egyesülete
- Molnárné Riskó Erzsébet, babakészítő, Zala Megyei Népművészeti Egyesület
- Say Istvánné, csuhéfonó, Tolna Megyei Népművészeti Egyesület
- Vermes Lajosné, szövő, Csillagvirág Népművészeti Egyesület

2022
- Angster Mária, csuhéfonó, Fehérvári Kézművesek Egyesülete
- Bakó Ildikó, tojásdíszítő, Kisalföldi Népművészek Egyesülete
- Bujdosó Enikő, mézeskalács készítő, Békés Megyei Népművészeti Egyesület
- Stiller Gábor, fafaragó, Zala Megyei Népművészeti Egyesület
- Varga Csaba, fafaragó, Heves Megyei Népművészeti Egyesület

2023
- Szenczi Jánosné, Fehérvári Kézművesek Egyesülete
- Takács Béla, mézeskalács készítő, Palócföldi Népi Iparművészek Egyesülete